# TKE
TKE es la marca comercial de la empresa TK Elevator, uno de los mayores fabricantes y proveedores de servicios de sistemas de ascensores, tanto de personas como de mercancías, escaleras mecánicas, pasillos rodantes, pasarelas de acceso a aeronaves, escaleras de embarque, escalas a barcos y salvaescaleras. Además de la fabricación y venta de nuevos sistemas, la empresa se dedica al mantenimiento, servicio y modernización de estos sistemas. Tiene su domicilio social en Düsseldorf (Alemania).  

## Historia
Los orígenes de la empresa se encuentran en un pequeño taller fundado en 1865 por el maestro cerrajero Heinrich Conrad Ernst Eggers en Hamburgo, que fue adquirido por Rheinstahl en 1952. En 1955 adquirió la empresa de ascensores y escaleras mecánicas de Hamburgo Kehrhahn, pasando a denominarse Rheinstahl Eggers-Kehrhahn GmbH en 1957. En 1970 adquirió la división de ascensores de R. Stahl GmbH & Co. KG, con sede en Stuttgart, y en 1973 abrió una nueva factoría en Neuhausen auf den Fildern. La producción de ascensores se concentró en la planta de Neuhausen y la producción de escaleras mecánicas en la planta de Hamburgo. En 1974 la empresa fue adquirida por August Thyssen-Hütte AG, cambiando nuevamente de denominación a Thyssen Aufzüge GmbH. Tras la fusión de la empresa matriz con Friedrich Krupp AG en 1999, pasó a llamarse ThyssenKrupp Elevator AG, filial de ThyssenKrupp.
El 27 de febrero de 2020, Thyssenkrupp vendió la empresa por 17.200 millones de euros a un consorcio que incluía a Advent International, Cinven y la Fundación RAG. El 25 de febrero de 2021, se anunció el cambio de nombre de la empresa a TK Elevator y la creación de la marca global TKE.

## España
En España, la empresa tiene tres fábricas (en Móstoles, Mieres y Andoáin), 14 direcciones regionales y 91 delegaciones, y dos filiales, denominadas TK Escalator Norte, que fabrica ascensores, escaleras mecánicas y pasillos rodantes, y TK Airport Solutions, especializada en la fabricación de pasarelas de embarque. En 2007, la compañía creó el Gijón Innovation Center, un centro dedicado a innovaciones radicales en sistemas de transporte de pasajeros, ubicado en la Universidad Laboral de Gijónn, en que se ha desarrollado el prototipo a escala del proyecto pionero MULTI, el primer ascensor sin cable del mundo.